# 中央香料
中央香料株式会社（ちゅうおうこうりょう）は、東京都中央区に本社を置く香料メーカー。
創業は1882年。創立は1952年5月29日。

## 主な製品
天然香料、合成香料、ナチュラルケミカル、オーガニック認証を取得した天然製油などの輸入と製造・販売。

## 事業所
- 本社 - 〒103-0011　東京都中央区日本橋大伝馬町2番5号
- 埼玉事業所 - 〒342-0042　埼玉県吉川市中野348-4

## 沿革
- 1882年(明治15年）：初代松澤常吉が日本橋本石町で芳香薬商「松澤常吉商店」を創業、香料の輸入販売を開始。
- 1897年(明治30年）：「日本ムスメ香水」の販売をはじめ、「ムスク香水」「松澤ホーサン石鹸」などを製造販売。
- 1952年(昭和27年）：初代松澤常吉の嫡孫にあたる松澤潤吉により、東京都千代田区神田に「田村香料販売株式会社」を設立。
- 1953年(昭和28年）：東京都中央区日本橋小舟町に移転。
- 1956年(昭和31年）：「中央香料株式会社」に社名変更。
- 1988年(昭和63年）：埼玉県吉川市に埼玉事業所を建設。
- 2000年(平成12年）：General Aromatics A.C.社(フランス)と提携し、輸入販売開始。
- 2013年(平成25年）：Berje Inc.社（アメリカ）と提携し、輸入販売開始。